# Michael Praed
Michael Praed (Berkeley, Gloucestershire; 1 de abril de 1960) es el nombre artístico de Michael David Prince, actor británico. Es conocido principalmente por su papel como Robin de Loxley (Robin Hood) en la serie de televisión británica Robin of Sherwood, que alcanzó estatus de culto en todo el mundo en los 80. Se le conoce también por el personaje Príncipe Michael de Moldavia de la telenovela  estadounidense de gran audiencia  Dinastía, por su papel como Phileas Fogg en la serie The Secret Adventures of Jules Verne y por otras películas. Además, en el Reino Unido se le conoce también por su trabajo en los escenarios, tanto en musicales como en dramas, y recientemente también por sus narraciones. Ha sido el narrador habitual del programa de historia de la BBC Timewatch desde 2003. De julio de 2009 a enero de 2011 protagonizó, como Capitán Von Trapp, el UK National Tour del musical  The Sound of Music. Estudió en la escuela independiente Eastbourne College.

## Nombre artístico
«Praed» es una vieja palabra de Cornualles para «prado». Michael lo vio en una guía telefónica y lo eligió como su nombre artístico tras descubrir que ya existía un Michael Prince entre los miembros del sindicato de actores Equity.

## Trabajos reseñables

### Televisión
- Robin de Loxley en Robin of Sherwood (1983–84).
- Príncipe Michael de Moldavia en Dinastía (1985-86).
- Jake Lovell en la miniserie Riders (1993).
- Marty James en Crown Prosecutor (1995).
- Phileas Fogg en The Secret Adventures of Jules Verne (1999).
- Michael Webb en Mile High (2003).
- Nelson Morris en Hindenburg: The Untold Story (docudrama canadiense) (2007).
- Además, ha sido actor invitado en más de una docena de programas de televisión (1982–2011).

### Teatro
- Frederick en la producción de Joseph Papp del musical The Pirates of Penzance,  Theatre Royal Drury Lane - Londres (1982–83)
- D'Artagnan en el reestreno del musical  The Three Musketeers de Rudolf Friml, Teatro de Broadway - Nueva York (1985)
- Billy Bigelow en el reestreno del musical Carousel de Rodgers y Hammerstein, Tivoli Theatre - Dublín (1991)
- Alex en el musical Aspects of Love de Andrew Lloyd Webber, en el Teatro Príncipe de Gales - Londres (1991–92)
- Mick en The Caretaker, de Harold Pinter, en el Nottingham Playhouse (1993)
- Evan Davies en September Tide, de Daphne du Maurier, junto con Susannah York en el Comedy Theatre - Londres  (1994)
- Otto en Design for Living, de Noël Coward, con Rachel Weisz en el Teatro Gielgud - Londres (1995)
- Tony/Stephen en Copacabana: The Musical, de Barry Manilow, primera gira británica (1996–97)
- Jack Locke en Dangerous to Know, gira británica (1998)
- Michael Wiley el musical Contact de  Susan Stroman, con Leigh Zimmerman en el Queen's Theatre - Londres (2002–03)
- Bernard Kersal en The Constant Wife, de Somerset Maugham, gira británica (2003).
- Theodore Hoffman en Three on a Couch, de Carl Djerassi, con Leigh Zimmerman en The King's Head Theatre - Londres (2004)
- F Scott Fitzgerald en el musical Beautiful and Damned, Lyric Theatre - Londres (2004)
- Paul Sheldon en Misery, con Susan Penhaligon en The King's Head Theatre - Londres (2006)
- Tom Madison en la gira británica de Killing Castro, de Brian Stewart (2006)
- Neil en Blue on Blue, de Derek Lister, en el Haymarket Theatre - Basingstoke (2006)
- Milo Tindle en Sleuth, de Anthony Shaffer, con Simon MacCorkindale, gira británica (2008)
- Sir Robert Chiltern en Un marido ideal,  de Oscar Wilde con  Kate O'Mara, Carol Royle, Robert Duncan, Fenella Fielding y Tony Britton, gira británica (2008)
- Randall Kelly en The Murder Game, de James Farewell, con Josefina Gabrielle en el The King's Head Theatre - Londres  (2009)
- Captain Von Trapp en el musical The Sound of Music con Connie Fisher y Margaret Preece - UK National Tour (2009–2010)

### Películas
- Royd Erris en una adaptación de Nightflyers de George R. R. Martin (1987)
- Max Schrek en Son of Darkness: To Die For 2  (1991)
- Andrew en Writer's Block, con Morgan Fairchild (1991)
- Gary en Staggered, con Martin Clunes  (1994)
- The Hitman en Darkness Falls, con Ray Winstone (1999)
- The Queen en Nine Dead Gay Guys  (2002)
- A sí mismo en el documental The King's Head: A Maverick in London(2006)

### Audio
- Narración de La venus de las pieles, de Leopold von Sacher-Masoch, para Erotic Classics (1989, reeditado en 1994).
- Profesor Slyde en The Dark Flame (2003), perteneciente a la serie de audiodramas de Big Finish del Doctor Who.
- Narrador en los audiolibros The Roman Mysteries (2004–05), de Caroline Lawrence.
- Narrador de la miniserie documental de la  BBC The Wild West (2007).
- Soris en el  podcast de la aventura Rebel (2007) de Los siete de Blake en canal británico B7 Media/SciFi.
- Co-narrador en el serial radiofónico Mills & Boon at the Weekend (2006–2008),  de Oneword.
- Ladiver en la adaptación para radioteatro llevada a cabo por Big Finish de The Curse of the Daleks (2008).
- Narrador habitual de la serie documental para televisión de la BBC Timewatch (2003–09).

## Anécdotas
Entre los 2 y los 8 años Praed se crio en Irán.

## Más lecturas

### Críticas
- Spencer, Charles (25 de octubre de 2002). «The Swing's the Thing (crítica de Contact, Queen's Theatre, Londres)». The Daily Telegraph.
- Spencer, Charles (11 de mayo de 2004). «Reach for a Sick-Bag – or the Bottle (crítica deBeautiful and Damned, Lyric Theatre, Londres)». The Daily Telegraph.
- Sullivan, John (19 de mayo de 2004). «Beautifully Brazen (carta al editor sobre Beautiful and Damned)». The Daily Telegraph.
- Cavendish, Dominic (6 de octubre de 2005). «Misery is Pure Pleasure (crítica de Misery, King's Head, Londres)». The Daily Telegraph.
- Spencer, Charles (29 de mayo de 2006). «Murder Plot Stretched Too Thin (crítica de Killing Castro, Yvonne Arnaud Theatre, Guildford)». The Daily Telegraph.
- Ramsden, Timothy (29 de abril de 2008). «The old games still work, with or without a police presence. (crítica de Sleuth, Richmond Theatre, Richmond)». Reviews Gate.